# Robert Cossy
Robert Cossy, né le 22 février 1861 à Aigle et mort le 22 mai 1920 à Lausanne, est un avocat et homme politique vaudois.
Protestant, originaire d'Aigle, Ollon et Rivaz, il est le fils de Jules Cossy, médecin-chirurgien, et d'Augustine Marie Louise de Loës, ainsi que le petit-fils de l'homme politique Auguste de Loës. Il épouse Alice de La Harpe.
Après des études de droit à Lausanne entre 1880 et 1884, il obtient son brevet d'avocat en 1886, profession qu'il exerce à Aigle entre 1887 et 1893. Libéral modéré, il rejoindra à sa création en  1892 le parti libéral-démocratique. Il devient Conseiller communal dès 1890 et député au Grand Conseil du canton de Vaud entre 1890 et 1893, sous les couleurs du parti libéral, avant d'accéder au Conseil d'État en 1893 sous celles du parti libéral-démocratique. Il y dirige le Département militaire, puis celui de justice et police. Il est élu au Conseil national en 1917. Il conservera ces deux sièges jusqu'à sa mort. Colonel d'artillerie, il préside en outre durant la Première Guerre mondiale au passage des blessés et prisonniers de guerre.